# Equus conversidens
Equus conversidens, también conocido como el caballo mexicano, es una especie extinta de caballo del Pleistoceno, que habitó en América del Norte y Central.
Fósiles hallados en México, Canadá y en Estados Unidos (Texas, Arizona, Nuevo México, Oklahoma, Kansas, Wyoming y Florida) han sido identificados como Equus conversidens. En enero de 1963, un esqueleto parcial de Equus conversidens fue hallado en la ciudad de Canyon (Texas) en un lecho de arcilla blanca durante la excavación de unos cimientos. La especie era de tamaño medio a pequeño.